# Amphipoea grisescens-flavo
Amphipoea grisescens-flavo là một loài bướm đêm trong họ Noctuidae.